# Mordecai Maisel
Mordecai Marcus Maisel (Praga, 1528 – Praga, 13 marzo 1601) è stato un politico e filantropo ceco.
Durante la gioventù di Maisel cominciò la persecuzione degli ebrei di Praga da parte di Ferdinando I per cui la sua famiglia, insieme agli altri abitanti ebrei, fu costretta a lasciare la città, anche se solo per un breve periodo.
La fonte della grande ricchezza di Mordecai Maisel, che in seguito gli permise di diventare benefattore dei suoi correligionari e di aiutare la casa imperiale austriaca, è tuttora sconosciuta e Maisel è menzionato per la prima volta nei documenti nel 1569, in quanto ha rapporti d'affari con il direttore comunale Isaac Rofe (Lékarz), che poi divenne suo suocero.
La sua prima moglie, Eva, che morì prima del 1580, costruì con lui il municipio ebraico di Praga, che è tuttora sede della comunità ebraica ceca, così come la vicina Sinagoga Alta. Con la sua seconda moglie, Frummet, costruì la Sinagoga Maisel, che era molto ammirata dagli ebrei del tempo, in quanto era la sinagoga metropolitana della città insieme alla Sinagoga Vecchia-Nuova.
Le costose navi d'oro e d'argento con le quali Maisel e la moglie decorarono l'edificio vennero perse e gli unici doni fatti da Maisel e sua moglie a questa sinagoga che sono stati conservati sono una tenda (paroket) ricamata con centinaia di perle, un involucro similmente decorato per il rotolo della Legge e un magnifico ornamento in bronzo per l'almemar.